# تامس استنفورد
تامِس استنفورد (انگلیسی: Thomas Stanford) یک تدوین‌گر اهل ایالات متحده آمریکا است.
وی در سی و چهارمین دوره جوایز اسکار، بابت تدوین فیلم داستان وست ساید، برندهٔ جایزه اسکار بهترین تدوین شد.

## گزیدهٔ آثار
- جهنم در اقیانوس آرام (۱۹۶۸)
- روباه (۱۹۶۷)
- داستان وست ساید (۱۹۶۱)
- ناگهان تابستان گذشته (۱۹۵۹)